# Ligament coraco-claviculaire
Les ligaments coraco-claviculaires sont deux ligaments de l'articulation acromio-claviculaire. Ils relient la clavicule au processus coracoïde de l'omoplate.

## Structure
Les ligaments coraco-claviculaires se composent de deux faisceaux presque perpendiculaires :
- le ligament trapézoïde à l'avant
- le ligament conoïde à l'arrière[2].

Ces ligaments sont en relation, en avant, avec le muscle subclavier et le muscle deltoïde et en arrière, avec le muscle trapèze.
Certains auteurs retiennent également des épaississements du fascia clavi-pectoral comme ligament coraco-claviculaire médial et ligament coraco-claviculaire latéral.
Le premier se terminant sur le bord antérieur du sillon du muscle subclavier et le deuxième entre les insertions claviculaires des ligaments trapézoïde et conoïde.

### Variation
Les insertions des ligaments coraco-claviculaires peuvent être légèrement différentes selon les individus. Il peut contenir trois faisceaux au lieu de deux.

## Anatomie fonctionnelle
Les ligaments coraco-claviculaires sont de puissants stabilisateurs de l'articulation acromio-claviculaire.

## Aspect clinique
Les ligaments coraco-claviculaires peuventt être lésés lors d'une luxation sévère de la clavicule. Les dommages peuvent être réparés par la chirurgie.